# أبو العريف (فلم)
أبو العريف هو فيلم مصري، من تأليف طه العدوى وإخراج نهاد شلبي، ومن إنتاج شركه صن رايز للإنتاج السينمائي، وبطولة كل من مجدي كامل، ايناس النجار، صبري عبد المنعم، سليمان عيد، عبد الله مشرف، نهال عنبر، ماهر عصام.

## القصة
يدور الفيلم في إطار كوميدي سياسي، من خلال شاب عاطل يعيش في منطقة شعبية ويواجه ظروف اجتماعية تمنعه من تحقيق طموحه، لكنه يحاول التغلب على هذه المشكلات بطرق مختلفة ويوجه بكفاحه رسالة لكل الشباب أنهم لابد أن يجتهدوا للتغلب على ظروفهم الصعبة وتحقيق أحلامهم حتى مع أصعب الظروف.

## الممثلين
- مجدي كامل
- سليمان عيد
- عبد الله مشرف
- ماهر عصام
- عايدة رياض
- إيناس النجار
- نهال عنبر
- صبري عبد المنعم
- مي صالح
- محمد العزازي
- أحمد الإسماعيلاوي
- هاني النوبي
- محمد العمدة
- نرمين فودة
- فارس درويش
- سعيد صديق
- سيد الشرقاوي
- احمد الفقي
- خالد العيسوي
- رشا الخطيب
- سيد ربيع
- أحمد أبو عميرة
- صابر جنيدي
- فتحي سعد
- عبدالحميد سند

## هوامش
بدأ تصوير الفيلم في أغسطس 2013

## روابط خارجية
- مقالات تستعمل روابط فنية بلا صلة مع ويكي بيانات